# Козјак (Ресан)
Козјак (мкд. Козјак) је насеље у Северној Македонији, у јужном делу државе. Козјак припада општини Ресан.

## Географија
Насеље Козјак је смештено у југозападном делу Северне Македоније. Од најближег већег града, Битоља, насеље је удаљено 30 km западно, а од општинског средишта 6 јужно.
Козјак се налази у области Горње Преспе, области која заузима виши део котлине Преспанског језера. Насеље је смештено у пољу северно од Преспанског језера. Поље је махом под воћем. Даље, ка истоку издиже планина Баба са врхом Пелистером. Надморска висина насеља је приближно 870 метара.
Клима у насељу је планинска због знатне надморске висине.

## Становништво
Козјак је према последњем попису из 2002. године имао 117 становника. 
Претежно становништво у насељу су Турци (91%), а у мањини су Албанци (9%).
Већинска вероисповест је ислам.